# Copa alemanya d'handbol femenina
La Copa alemanya d'handbol femenina (originalment en alemany, DHB-Pokalsieger (Frauen)), és una competició esportiva de club d'handbol alemanys femenins. De caràcter anual, fou creada la temporada 1974-75 i és organitzada per la Federació alemanya d'handbol. Hi participen els equips de la Bundesliga, la 2.Bundesliga, la 3 Liga, l'Oberliga i la Landesverband unterhalb Oberliga. Al llarg de la seva història, s'ha disputat en diversos formats, majoritàriament amb una única final o a doble partit. A partir de l'edició de 1994, la fase final es disputa en format de final four en una seu neutral durant un cap de setmana, normalment al mes d'abril o maig. El guanyador de la competició és declarat campió de Copa i té dret a participar en la Supercopa alemanya i a la Recopa d'Europa de la temporada següent. Tanmateix, amb la nova reorganització de les competicions europees la temporada 2016-17, l'equip campió te dret a participar en la Lliga Europea de l'EHF. Per altra banda, amb la reunificació d'Alemanya, es disputà una final el juny de 1991 entre el campió de la Copa DHB i de la Copa FDGB per decidir quin equip participaria la temporada següent a la Recopa d'Europa. Des del 2018, la fase final del torneig es celebra de forma fixa al Porsche Arena d'Stuttgart.

## Historial
| En negreta = Equip guanyador (1) = Nombre de títols 1-1 = Resultat campió-subcampió (prò.) = Pròrroga (p.) = Tanda de penals (A.) = Regla dels gols en camp contrari Nota: Noms dels equips segons l'època |

| Edició  | Temp.   | Data                                                       | Campió                                                     | Resultat                                                   | Subcampió                                                  | Seu                      | refs   |
| ------- | ------- | ---------------------------------------------------------- | ---------------------------------------------------------- | ---------------------------------------------------------- | ---------------------------------------------------------- | ------------------------ | ------ |
| I       | 1974-75 | 06-09-1975                                                 | TSV GutsMuths Berlin (1)                                   | 8-6                                                        | TSV Rot-Weiß Auerbach                                      | Rüsselsheim              | [ 1 ]  |
| II      | 1975-76 | 02-05-1976                                                 | TSV GutsMuths Berlin (2)                                   | 13-7                                                       | SV Bayer 04 Leverkusen                                     | Berlín                   | [ 2 ]  |
| III     | 1976-77 | 08-05-1977                                                 | TSV GutsMuths Berlin (3)                                   | 18-10                                                      | TSV Rot-Weiß Auerbach                                      | Vellmar                  | [ 3 ]  |
| IV      | 1977-78 | 18-06-1978                                                 | TuS Eintracht Minden (1)                                   | 27-10                                                      | TuS Metzingen                                              | Gensungen                | [ 4 ]  |
| V       | 1978-79 | 24-06-1979                                                 | TSV GutsMuths Berlin (4)                                   | 14-8                                                       | SV Bayer 04 Leverkusen                                     | Leverkusen               | [ 5 ]  |
| VI      | 1979-80 | N/D                                                        | SV Bayer 04 Leverkusen (1)                                 | 10-22 / 24-6                                               | TuS Metzingen                                              |                          | [ 6 ]  |
| VII     | 1980-81 | N/D                                                        | VfL Oldenburg (1)                                          | 10-11 / 15-8 (A.)                                          | KSV Holstein Kiel                                          |                          | [ 7 ]  |
| VIII    | 1981-82 | N/D                                                        | SV Bayer 04 Leverkusen (2)                                 | 17-20 / 20-11                                              | SSC Südwest Berlin                                         |                          | [ 8 ]  |
| IX      | 1982-83 | N/D                                                        | SV Bayer 04 Leverkusen (3)                                 | 15-20 / 22-14                                              | VfL Sindelfingen                                           |                          | [ 9 ]  |
| X       | 1983-84 | N/D                                                        | SV Bayer 04 Leverkusen (4)                                 | 28-12 / 13-21                                              | VfL Sindelfingen                                           |                          | [ 10 ] |
| XI      | 1984-85 | N/D                                                        | TSV Bayer 04 Leverkusen (5)                                | 22-18 / 25-17                                              | VfL Engelskirchen                                          |                          | [ 11 ] |
| XII     | 1985-86 | N/D                                                        | VfL Engelskirchen (1)                                      | 13-19 / 17-18                                              | TSV Bayer 04 Leverkusen                                    |                          | [ 12 ] |
| XIII    | 1986-87 | N/D                                                        | TSV Bayer 04 Leverkusen (6)                                | lligueta                                                   | TV Lützellinden                                            |                          | [ 13 ] |
| XIV     | 1987-88 | N/D                                                        | VfL Engelskirchen (2)                                      | 13-12 / 17-20                                              | TSV Bayer 04 Leverkusen                                    |                          | [ 14 ] |
| XV      | 1988-89 | N/D                                                        | TV Lützellinden (1)                                        | 21-21 / 28-20                                              | VfL Oldenburg                                              |                          | [ 15 ] |
| XVI     | 1989-90 | N/D                                                        | TV Lützellinden (2)                                        | 31-23 / 19-18                                              | Buxtehuder SV                                              |                          | [ 16 ] |
| XVII    | 1990-91 | N/D                                                        | TSV Bayer 04 Leverkusen (7)                                | 28-25 / 22-22                                              | TV Lützellinden                                            |                          | [ 17 ] |
| XVIII   | 1991-92 | N/D                                                        | TV Lützellinden (3)                                        | 32-19 / 19-18                                              | TuS Walle Bremen                                           |                          | [ 18 ] |
| XIX     | 1992-93 | N/D                                                        | TuS Walle Bremen (1)                                       | 23-17 / 17-14                                              | TV Lützellinden                                            |                          | [ 19 ] |
| XX      | 1993-94 | 22-05-1994                                                 | TuS Walle Bremen (2)                                       | 35-25                                                      | BV Borussia 09 Dortmund                                    | Bremen                   | [ 20 ] |
| XXI     | 1994-95 | 28-05-1995                                                 | TuS Walle Bremen (3)                                       | 23-22                                                      | TV Lützellinden                                            | Gießen                   | [ 21 ] |
| XXII    | 1995-96 | 28-04-1996                                                 | VfB Leipzig (1)                                            | 23-22                                                      | Buxtehuder SV                                              | Bremen                   | [ 22 ] |
| XXIII   | 1996-97 | 01-06-1997                                                 | BV Borussia 09 Dortmund (1)                                | 24-22                                                      | TV Lützellinden                                            | Erdgasarena, Riesa       | [ 23 ] |
| XXIV    | 1997-98 | 31-05-1998                                                 | TV Lützellinden (4)                                        | 32-21                                                      | BV Borussia 09 Dortmund                                    | Erdgasarena, Riesa       |        |
| XXV     | 1998-99 | 06-06-1999                                                 | TV Lützellinden (5)                                        | 30-29 (prò.)                                               | SG Minden/MInderheide                                      | Erdgasarena, Riesa       |        |
| XXVI    | 1999-00 | 10-06-2000                                                 | HC Leipzig (2)                                             | 30-25                                                      | TV 05 Mainzlar                                             | Erdgasarena, Riesa       |        |
| XXVII   | 2000-01 | 03-06-2001                                                 | TV 05 Mainzlar                                             | 35-35 (10-9, p)                                            | TSV Bayer 04 Leverkusen                                    | Erdgasarena, Riesa       |        |
| XXVIII  | 2001-02 | 16-06-2002                                                 | TSV Bayer 04 Leverkusen (8)                                | 29-27                                                      | VfL Oldenburg                                              | Erdgasarena, Riesa       |        |
| XXIX    | 2002-03 | 21-06-2003                                                 | Frankfurter HC (1)                                         | 28-26                                                      | DJK MJC Trier                                              | Erdgasarena, Riesa       |        |
| XXX     | 2003-04 | 09-05-2004                                                 | 1.FC Nürnberg (1)                                          | 32-26                                                      | Frankfurter HC                                             | Erdgasarena, Riesa       |        |
| XXXI    | 2004-05 | 24-04-2005                                                 | 1.FC Nürnberg (2)                                          | 30-28                                                      | TSV Bayer 04 Leverkusen                                    | Erdgasarena, Riesa       |        |
| XXXII   | 2005-06 | 29-04-2006                                                 | HC Leipzig (3)                                             | 34-25                                                      | 1.FC Nürnberg                                              | Erdgasarena, Riesa       |        |
| XXXIII  | 2006-07 | 28-04-2007                                                 | HC Leipzig (4)                                             | 39-29                                                      | Buxtehuder SV                                              | Erdgasarena, Riesa       |        |
| XXXIV   | 2007-08 | 12-04-2008                                                 | HC Leipzig (5)                                             | 28-23                                                      | 1.FC Nürnberg                                              | Erdgasarena, Riesa       |        |
| XXXV    | 2008-09 | 05-04-2009                                                 | VfL Oldenburg (2)                                          | 28-23                                                      | 1.FC Nürnberg                                              | Erdgasarena, Riesa       |        |
| XXXVI   | 2009-10 | 02-05-2010                                                 | TSV Bayer 04 Leverkusen (9)                                | 34-23                                                      | HSG Blomberg-Lippe                                         | Erdgasarena, Riesa       |        |
| XXXVII  | 2010-11 | 22-05-2011                                                 | Thüringer HC (1)                                           | 27-25                                                      | Buxtehuder SV                                              | EWS Arena, Göppingen     |        |
| XXXVIII | 2011-12 | 29-04-2012                                                 | VfL Oldenburg (3)                                          | 35-30                                                      | TSV Bayer 04 Leverkusen                                    | EWS Arena, Göppingen     |        |
| XXXIX   | 2012-13 | 21-04-2013                                                 | Thüringer HC (2)                                           | 30-22                                                      | HC Leipzig                                                 | EWS Arena, Göppingen     |        |
| XL      | 2013-14 | 27-04-2014                                                 | HC Leipzig (6)                                             | 36-26                                                      | HSG Blomberg-Lippe                                         | Arena Leipzig            |        |
| LI      | 2014-15 | 16-05-2015                                                 | Buxtehuder SV (1)                                          | 30-28                                                      | VfL Oldenburg                                              | Sporthalle Hamburg       |        |
| LII     | 2015-16 | 21-05-2016                                                 | HC Leipzig (7)                                             | 29-28                                                      | BV Borussia 09 Dortmund                                    | Arena Leipzig            |        |
| LIII    | 2016-17 | 28-05-2017                                                 | Buxtehuder SV (2)                                          | 24-23                                                      | TuS Metzingen                                              | Bietigheim-Bissingen     |        |
| LIV     | 2017-18 | 20-05-2018                                                 | VfL Oldenburg (4)                                          | 29-28                                                      | SG BBM Bietigheim                                          | Porsche-Arena, Stuttgart |        |
| LV      | 2018-19 | 26-05-2019                                                 | Thüringer HC (3)                                           | 24-23                                                      | SG BBM Bietigheim                                          | Porsche-Arena, Stuttgart |        |
| LVI     | 2019-20 | Edició cancel·lada pel risc públic de contagi del COVID-19 | Edició cancel·lada pel risc públic de contagi del COVID-19 | Edició cancel·lada pel risc públic de contagi del COVID-19 | Edició cancel·lada pel risc públic de contagi del COVID-19 | Porsche-Arena, Stuttgart |        |
| LVII    | 2020-21 | 16-05-2021                                                 | SG BBM Bietigheim (1)                                      | 27-22                                                      | HL Buchholz 08/Rosengarten                                 | Porsche-Arena, Stuttgart |        |
| LVIII   | 2021-22 | 29-05-2022                                                 | SG BBM Bietigheim (2)                                      | 40-30                                                      | VfL Oldenburg                                              | Porsche-Arena, Stuttgart |        |
| LIX     | 2022-23 | 02-04-2023                                                 | SG BBM Bietigheim (3)                                      | 39-25                                                      | HSG Bensheim/Auerbach                                      | Porsche-Arena, Stuttgart | [ 24 ] |

## Palmarès
| Equip                   | Campió | Subcampió | Finals | Anys campió                                          | Anys subcampió                           |
| ----------------------- | ------ | --------- | ------ | ---------------------------------------------------- | ---------------------------------------- |
| TSV Bayer 04 Leverkusen | 8      | 7         | 15     | 1980, 1982, 1983, 1984, 1985, 1987, 1991, 2002, 2010 | 1976, 1979, 1986, 1988, 2001, 2005, 2012 |
| Handball Club Leipzig   | 7      | 1         | 8      | 1996, 2000, 2006, 2007, 2008, 2014, 201              | 2013                                     |
| TV Lützellinden         | 5      | 5         | 10     | 1989, 1990, 1992, 1998, 1999                         | 1987, 1991, 1997, 1993, 1995             |
| VfL Oldenburg           | 4      | 6         | 10     | 1981, 2009, 2012, 2018                               | 1983, 1984, 1989, 2002, 2015, 2022       |
| TSV GutsMuths Berlin    | 4      | 0         | 4      | 1975, 1976, 1977, 1979                               | —                                        |
| SG BBM Bietigheim       | 3      | 2         | 5      | 2021, 2022, 2023                                     | 2018, 2019                               |
| TuS Walle Bremen        | 3      | 1         | 4      | 1993, 1994, 1995                                     | 1992                                     |
| Thüringer Handball Club | 3      | 0         | 3      | 2011, 2013, 2019                                     | —                                        |
| Buxtehuder SV           | 2      | 4         | 6      | 2015, 2017                                           | 1990, 1996, 2007, 2011                   |
| 1.FC Nürnberg           | 2      | 3         | 5      | 2004, 2005                                           | 2006, 2008, 2009                         |
| VfL Engelskirchen       | 2      | 1         | 3      | 1986, 1988                                           | 1985                                     |
| BV Borussia 09 Dortmund | 1      | 3         | 4      | 1997                                                 | 1994, 1998, 2016                         |